# Hollywood, Nua e Crua
Hollywood, nua e crua é um livro escrito pela jornalista Dulce Damasceno de Brito e publicado pela Editora O Cruzeiro em 1968. Durante 12 anos, Dulce viveu nos Estados Unidos, como correspondente de jornais e revistas brasileiros. Uma "especialista" em Hollywood, graças à longa convivência com artistas de cinema.

## Sinopse
Um livro cruel sobre a angustiante solidão dos chamados ídolos da tela. Reduzindo os mitos do cinema à condição de gente igual a nós, Dulce Damasceno de Brito, põe a nu toda a miséria daqueles que não mais se pertencem. A maldição de não possuir vida privada, persegue-os implacavelmente, e a famosa repórter mostra que a terra-do-cinema é realmente uma sucursal do inferno.